# Loisail
Loisail é uma comuna francesa na região administrativa da Normandia, no departamento Orne. Estende-se por uma área de 5,16 km². Em 2010 a comuna tinha 130 habitantes (densidade: 25,2 hab./km²).